# ثيوديليندا
ثيوديليندا (بالألمانية: Theudelinde)‏ ملكة اللومبارد (570-628) كانت ابنة غاريبالد الأول دوق بافاريا. تزوجت من أوثاري ملك اللومبارد وبعد وفاته عام 590، اختارت وريثه أغيلولف. ساهمت في تحويله للمسيحية الكاثوليكية من الآريوسية، ويعزى لها تحويل اللومبارد (وبالتالي إيطاليا) إلى الكاثوليكية.